# Magnesi lactat
Magnesi lactate, muối magiê của axit lactic, là một chất bổ sung khoáng chất.
Được thêm vào một số thực phẩm và đồ uống như một chất điều chỉnh độ axit và được dán nhãn là E329.